# Giuliano Cesarini el Vell
Giuliano Cesarini el Vell   (Roma, 1398 - Varna, 10 de novembre de 1444) fou un cardenal italià. Va formar part del grup de brillants cardenals nomenats pel papa Martí V al final del Cisma d'Occident. El seu intel·lecte i la seva diplomàcia en van fer un defensor de la supremacia del papa contra els moviments conciliars i sobretot el Concili de Basilea.

## Biografia
Va ser un dels cinc germans d'una família romana pertanyent a la noblesa menor. Es va educar a la Universitat de Pàdua, on es va llicenciar en dret romà i va tenir entre els seus alumnes Domenico Capranica i Nicolau de Cusa. Quan el cisma va acabar amb el reconeixement general de Martí V com a papa legítim, Cesarini va tornar a Roma on va començar a col·laborar amb el cardenal Branda Castiglioni.
La proposta d'una gran reforma que denunciava el Moviment Conciliar va ser generalitzada i Cesarini va dedicar la seva missió als principis de salvaguarda de la unitat de l'Església i la seva reforma des de dins.
El 1419 va acompanyar el cardenal Branda en la seva difícil missió al Sacre Imperi i a Bohèmia, on els hussites estaven en oberta rebel·lió.
El 1426 Martí V el va nomenar cardenal diaca de Sant'Angelo in Pescheria (El nomenament va tenir lloc durant el consistori secret del 24 de maig de 1426 i es va fer públic només amb el consistori del 8 de novembre de 1430) i el va enviar al Sacre Imperi per predicar una croada contra els excessos de la Reforma.
El 1431 va participar en el conclave que va triar el papa Eugeni IV.
Cesarini va ser nomenat president del Concili de Basilea en el qual, amb les seves habilitats, va contrarestar amb èxit els esforços del papa Eugeni IV per dissoldre el concili. Quan el papa Eugeni va convocar el concili de Ferrara, Cesarini era el cap de la comissió encarregada de discutir amb els hussites. El 1439 el concili va ser traslladat a Florència on Cesarini va continuar jugant un paper destacat en les negociacions amb els grecs.
Les seves dues conegudes cartes al Papa Pius II relacionades amb el Concili de Basilea s'inclouen entre les obres de Pius II.
El febrer de 1439 va ser nomenat administrador apostòlic de la diòcesi de Grosseto i el desembre del mateix any també de l'arxidiòcesi de Tàrent. L'any següent abandonà el diaconat de Sant'Angelo in Pescheria i optà pel títol de Santa Sabina. El març de 1444 va deixar el títol de Santa Sabina pel de cardenal bisbe de Frascati.
Al final del concili, Cesarini va ser enviat pel papa Eugeni IV com a legat papal a Hongria (1443) per mediar el conflicte entre Vladislau I, rei d'Hongria i Ladislau el Pòstum, i per promoure una croada nacional contra els turcs. Giuliano es va oposar a la pau proposada per Vladislau I que s'havia signat a Szeged el 15 d'agost de 1444 amb el soldà Murad II. Va convèncer el rei d'Hongria per trencar el tractat i reprendre la guerra. Això va acabar amb la desastrosa batalla de Varna (10 de novembre de 1444), en la qual els cristians van patir una derrota i el cardenal Cesarini i el rei Vladislau I van perdre la vida.